# Casola in Lunigiana
Casola in Lunigiana je italská obec v provincii Massa-Carrara v oblasti Toskánsko.
K 31.12. 2010 zde žilo 1 042 obyvatel.

## Sousední obce
Fivizzano, Giuncugnano (LU), Minucciano (LU)

## Vývoj počtu obyvatel
Zdroj: 